# Collisella borealis
Collisella borealis är en snäckart som beskrevs av Linberg 1982. Collisella borealis ingår i släktet Collisella och familjen Lottiidae. Inga underarter finns listade i Catalogue of Life.